# Цейоний Руфий Албин (префект)
Цейоний Руфий Албин (на латински: Ceionius Rufius Albinus; * 345; † 391) e политик на Западната римска империя.

## Биография
Албин произлиза от фамилията Цейонии, от която са и императорите Луций Елий и Луций Вер. Син е на Гай Цейоний Руфий Волузиан Лампадий (преториански префект на Галия през 354 и 355 г. и praefectus urbi на Рим, 365) и Цецина Лолиана (Caecina Lolliana), която е жреца на Изида. Внук е на Цейоний Руфий Албин (консул 335 г., praefectus urbi на Рим 335 – 337) и Лампадия (* 295 г.).
Фамилията му има дворец в Остия Антика. Домът на баща му Лампадий се намирал близо до термите на Константин (Thermae Constantinianae), на Collis Salutaris на хълма Квиринал.
Той служи като проконсул и префект (praefectus urbi) на Рим през 389 – 391 г. Бил е езичник и от най-образованите хора по неговото време, според Амвросий Медиолански.

## Деца
Баща е на:
- Руфий Антоний Агрипний Волузиан (praefectus urbi през 417 – 418).